# Eve Beglarian
Eve Beglarian (Ann Arbor, 22 de julio de 1958) es una compositora, intérprete y productora de audio estadounidense de ascendencia armenia.  Su música se caracteriza a menudo como posminimalista.
Su música de cámara, coral y orquestal ha sido encargada e interpretada ampliamente por Los Angeles Master Chorale, Bang on a Can, Chamber Music Society of Lincoln Center, California EAR Unit, The Orchestra of St. Luke's, Relâche, The Paul Dresher Ensemble, Sequitur y The American Composers Orchestra, entre muchos otros.

## Reconocimientos
- Recibió el premio Robert Rauschenberg de la Fundación para las Artes Contemporáneas (2015).[3]

## Discografía

### Álbumes
- Overstepping (1998)
- Tell the Birds (2006)

### Colaboraciones
- Dream Cum Go Down - Eve Beglarian and Juliana Luecking (1995)
- Dancing in Place - Elizabeth Panzer (1999)
- Play Nice - Twisted Tutu (1999)
- Almost Human (Beiser) - Maya Beiser (2007)

### Recopilaciones
- Lesbian American Composers (1998)
- Emergency Music (1998)
- Messiah Remix (2004)
- To Have and to Hold (2007)
- 60x60 (2004-2005) (2007)[4][5]
- Ceci n'est pas une guitare (Stradivarius, 2007)